# Martin Teising
Martin Teising (* 1951 in Itzehoe) ist ein deutscher Psychiater und Psychoanalytiker. Er war Präsident der International Psychoanalytic University Berlin 2012–2018, Vorsitzender der Deutschen Psychoanalytischen Vereinigung (2010–2012) und Europäischer Repräsentant im Vorstand der Internationalen Psychoanalytischen Vereinigung (2015–2019).

## Leben
Teising studierte Medizin und Soziologie in Frankfurt am Main und wurde 1978 als Arzt approbiert. Er bildete sich weiter zum Facharzt für Psychiatrie und Psychotherapie sowie zum Facharzt für Psychosomatik in Bad Hersfeld und Kassel. Seine psychoanalytische Weiterbildung absolvierte er am Alexander-Mitscherlich-Institut in Kassel. An der Universität Kassel wurde er zum Dr. phil. promoviert. Er vertrat eine Professur an der Fachhochschule Köln und war Leitender Oberarzt in der Abteilung für Psychoanalyse an der Universitätsklinik für Psychiatrie und Psychotherapie in Tübingen.
Von 1994 bis 2012 war Teising Professor an der Fachhochschule Frankfurt. Er lehrte dort zur Psychodynamik der Pflegebeziehung, Sozialpsychologische Grundlagen, Pflege bei psychischen Erkrankungen, gerontopsychiatrische Fragestellungen, Reflexion des Studiums.
Seine Forschungsschwerpunkte sind die Psychodynamik lebenslangen Alterns, insbesondere geschlechtsspezifische Aspekte des Mannes, Suizidalität, Krankheitsrepräsentanzen zum Beispiel des Diabetes Mellitus und das psychoanalytische Konzept der Kontaktschranke.

## Mitgliedschaften
- seit 2015 Europäischer Repräsentant im Vorstand der Internationalen Psychoanalytischen Vereinigung (IPA)
- 2010–2012 Vorsitzender der Deutschen Psychoanalytischen Vereinigung[2]
- 2002–2008 Leiter des Alexander Mitscherlich Instituts in Kassel
- ehemaliges Vorstandsmitglied des LV Hessen der Deutschen Gesellschaft für Psychoanalyse, Psychotherapie, Psychosomatik und Tiefenpsychologie (DGPT);
- ehemaliges Vorstandsmitglied der Deutschen Gesellschaft für Gerontopsychiatrie und –Psychotherapie (DGGPP);
- Mitglied der Arbeitsgruppe Alte Menschen im Nationalen Suizidpräventionsprogramm (NaSPro)
- Mitglied der Deutschen Gesellschaft für Suizidprävention (DGS)[3];
- Mitglied der Deutschen Gesellschaft für Gerontologie (DGG);